# Helmut Newton
Helmut Newton, født Helmut Neustädter (31. oktober 1920 i Berlin – 23. januar 2004 i Hollywood, USA) var en tysk-australsk fotograf særligt berømt for sine fotografier af nøgne kvinder.
Han opvoksede i Tyskland og som jøde valgte han at forlade landet i 1938.  Han flyttede først til Singapore og senere Australien. Senere boede han i Monaco og USA.
På Gendarmenmarkt i Berlin findes en Helmut Newton Bar.